# Frullania fukushimensis
Frullania fukushimensis là một loài Rêu trong họ Jubulaceae. Loài này được Kamim. mô tả khoa học đầu tiên năm 1982.